# بایو سنت جان (نیواورلئان)
بایو سنت جان (به انگلیسی: Bayou St. John) یک منطقهٔ مسکونی در ایالات متحده آمریکا است که در لوئیزیانا واقع شده‌است. بایو سنت جان ۲٬۰۲۷ نفر جمعیت دارد.